# Bendy
Bendy é uma série de jogos eletrônicos de Terror de Sobrevivência e Aventura, desenvolvida e publicada pela Kindly Beast Games, Ltd. sob o selo de "Joey Drew Studios".
Bendy tem, ao todo, 4 jogos, sendo eles: Bendy and the Ink Machine, Boris and the Dark Survival e Bendy and the Dark Revival. E também um spin-off chamado Bendy in Nightmare Run, para dispositivos móveis.
Baseado nos jogos da franquia, Bendy também tem uma pequena série de cartoons, que foi postada no canal oficial do YouTube da Joey Drew Studios. Onde é tematizada nos anos de 1930, para passar a ideia que o desenho é antigo igual nos jogos.
Um filme baseado no primeiro jogo da franquia foi anunciado em 25 de dezembro de 2023, com André Øvredal como diretor.

## História
A história da franquia gira me torno de uma antiga empresa fictícia de desenhos animados, a Joey Drew Studios.
| Jogo                          | Data de lançamento      | Desenvolvedora(s) | Produtora(s)             |
| ----------------------------- | ----------------------- | ----------------- | ------------------------ |
| Bendy and the Ink Machine     | 10 de fevereiro de 2017 | Joey Drew Studios | Kindly Beast Games, Ltd. |
| Bendy in Nightmare Run        | 2018                    | Joey Drew Studios | Kindly Beast Games, Ltd. |
| Boris and the Dark Survival   | 2019                    | Joey Drew Studios | Kindly Beast Games, Ltd. |
| Bendy and the Dark Revival    | 2022                    | Joey Drew Studios | Kindly Beast Games, Ltd. |
| Bendy: Secrets of the Machine | 2024                    | Joey Drew Studios | Kindly Beast Games, Ltd. |
| Bendy: Lone Wolf              | 15 de agosto de 2025    | Joey Drew Studios | Kindly Beast Games, Ltd. |
| Bendy 3                       | TBA                     | Joey Drew Studios | Kindly Beast Games, Ltd. |

### Bendy and the Ink Machine(2017)
Henry foi o principal animador da Joey Drew Studios nos anos 1930, um estúdio que estava em seu auge e era conhecido por produzir desenhos animados do seu personagem mais popular e amado, o Bendy. Muitos anos depois, Henry recebeu um misterioso convite do próprio Joey Drew para retornar à antiga oficina de desenhos animados.

### Bendy in Nightmare Run(2018)
Um spin-off de Bendy and the Ink Machine lançado para iOS e Android.

### Boris and the Dark Survival(2019)
Nas profundezas das sombras do Joey Drew Studios, um lobo solitário luta para sobreviver. O jogador joga como Boris, o Lobo, o companheiro de desenho animado de Bendy, enquanto procura em todo o estúdio abandonado de desenho animado os suprimentos que Boris precisa para continuar.

### Bendy and the Dark Revival(2022)
É a sequência direta dos acontecimentos de Bendy and the Ink Machine, foi lançado em 2022 e o jogador joga como Audrey, uma funcionária da Joey Drew Studios que acaba entrando no mundo de tinta e precisa sair dali.

### Bendy: Secrets of the Machine(2024)
É uma sequência direta de Bendy and the Dark Revival, foi lançado em abril de 2024.

## Futuro

### Bendy 3(TBA)
A sequência de Bendy and the Dark Revival foi anunciada em abril de 2024.

### Bendy: Lone Wolf(2025)
A sequência de Boris and the Dark Survival, com data de estreia em 15 de agosto de 2025.

## Personagens
• Joey Drew
Animador Principal e Fundador da Joey Drew Studios e também quem chama o Henry ao antigo estúdio no 1º jogo.
• Bendy
O principal personagem da empresa, e também um dos principais vilões do jogo
• Boris, O Lobo
Uns dos personagens da empresa e companheiro de Bendy no desenho. E um grande companheiro no jogo.
• Alice Angel
Outra personagem da empresa, que também é uma grande vilã no jogo.
• Henry
O personagem no qual nos jogamos no 1º jogo, que é o Co-Fundador e Ex-Animador da Joey Drew Studios.
• Sammy Lawrence
É o Diretor do Departamento de Música da empresa, e também outro dos vilões do jogo.
• Allison Angel
A forma Angel da Alice Angel que é uma companheira do Capítulo 5 do 1º jogo.
• Tom
Com a mesma forma do personagem Boris, Tom é outro companheiro do Capítulo 5 junto com a Allison no 1º jogo.
• Audrey Beanie
Como está personagem é do novo jogo, Bendy and the Dark Revival (o qual ainda não foi lançado), só sabemos que é com ela que vamos jogar no novo jogo, mas não temos nenhuma informação sobre.
• Guangue de Açougueiros
São três personagens do desenho que no jogo são uns dos personagens de tinta corronpidos formando alguns dos inimigos dos jogos.